# Erythridula eluta
Erythridula eluta är en insektsart som först beskrevs av Mcatee 1920.  Erythridula eluta ingår i släktet Erythridula och familjen dvärgstritar. Inga underarter finns listade i Catalogue of Life.